# گرفلفینگ
گرفلفینگ (به آلمانی: Gräfelfing) یک شهر در آلمان است که در منطقه مونیخ واقع شده‌است.

## خصوصیات
گرفلفینگ ۹٫۵۸ کیلومترمربع مساحت دارد ۵۴۰ متر بالاتر از سطح دریا واقع شده‌است.